# Lessogórskoie
Lessogórskoie (en rus: Лесогорское) és un poble de l'óblast de Sakhalín, a l'Extrem Orient de Rússia, que el 2013 tenia 341 habitants. Pertany al districte d'Uglegorsk.